# Daniel i franciscans màrtirs de Ceuta
Daniel i els màrtirs de Ceuta és el nom donat a un grup de set franciscans, format per Àngel, Samuel, Dònul, Lleó, Hugolí i Nicolau, que marxaren des de la Toscana a evangelitzar el nord d'Àfrica. Morts com a màrtirs el 10 d'octubre de 1227. Són venerats com a sants per l'Església Catòlica.

## Vida
Els primers màrtirs de l'Orde de Frares Menors havien estat Berard, Pere, Otó, Acursi i Adjut, morts en 1219 mentre predicaven l'Evangeli en el nord d'Àfrica. Impulsats per l'afany d'imitació d'aquests, en 1227 sis frares toscans van demanar al vicari general Elies de Cortona permís per anar a l'Àfrica a evangelitzar els musulmans.
Anaren primer a Tarragona i se'ls uní Daniel, provincial de Calàbria que hi era, i hi embarcaren el 20 de setembre de 1227 en direcció a Ceuta. En arribar, s'estigueren uns dies a un poblet de comerciants cristians proper a Ceuta. Entraren en la ciutat i començaren a predicar, però foren detinguts i portats davant del governador, que ordenà de tancar-los en la presó, prenent-los per bojos. Malgrat les tortures i amenaces, no volgueren abjurar de la fe i foren condemnats a mort: l'execució fou el 10 d'octubre de 1227 i foren decapitats al lloc conegut com a Platja de la Sang, on avui hi ha el Colegio de San Daniel.

## Veneració
Venerats des de llavors, sobretot en l'orde franciscà, foren canonitzats per Lleó X en 1516. Algunes relíquies se'n conserven en la catedral de Ceuta, ciutat de la que són sants patrons.